# Une simple mort
Pour plus de détails, voir Fiche technique et Distribution.
Une simple mort (Простая смерть…) est un film soviétique réalisé par Alexandre Kaïdanovski, sorti en 1985,.

## Fiche technique
- Photographie : Youri Klimenko
- Décors : Alekseï Roudakov